# 刺繡

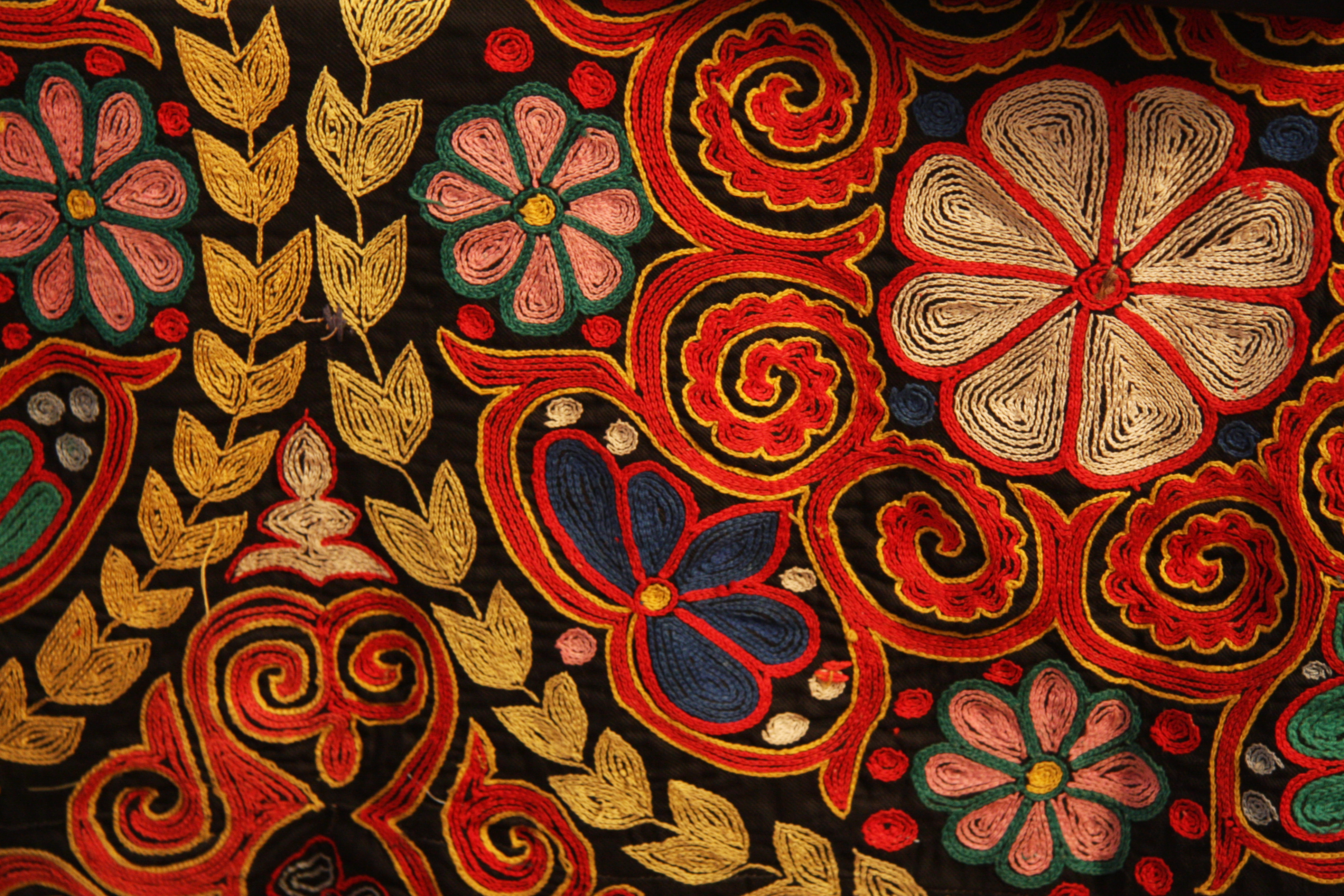
カザフスタンの民族刺繡に見られるチェーン・ステッチを施したラグ。現代のもの。

刺繡（ししゅう、刺繍、英: embroidery）は、布や革の上に刺繡糸と刺繡針を使用して装飾を施す技術。「刺繡する」というように装飾する作業や完成した模様・文字を指すこともある。

## 概要
刺繡とは、布地あるいはその他の素材に針とより糸で装飾を施す技術のこと。擦れに強い性質があり、軍隊のワッペン等に利用されている。 
特徴は、チェーン・ステッチ、ボタンホール・ステッチ、ランニング・ステッチ、サテン・ステッチ、クロス・ステッチなど、ステッチの最古の技法に基づいていることで、それらは現代の刺繡の基本的な技術として残っている。
機械刺繡は産業革命の初期に登場し、手刺繡、とりわけチェーン・ステッチを模倣するために使われた。しかし機械によるサテン・ステッチやヘム・ステッチは、複数の糸によって施されるため、見た目は手刺繡と似ているが構造は異なる。
刺繡には、さまざまな色に染められた六本取りロウ引きなしの専用の糸（刺繡糸）と、針穴を大きく取った専用の針（刺繡針）が使われる。材料が糸であるという性質上、使っている糸の色や材質を刺繡の最中に変更したり出来ないので、使用する色や材質の数だけ糸を用意する必要がある。そのため、文化刺繡など数十色の色を使用する刺繡を行う場合は、専用の針山が使われる。刺繡糸の代わりに多彩な色のビーズを縫い付ける手法もある。

## 歴史

### 古代
古代から植物由来の繊維を意図に紡いで刺繡を施すことが行われ、装飾やシンボルに利用されたが、これは布地の補強も兼ねていた。衣服の擦り切れを防ぐために縁にチロリアンテープ状の装飾を付けたり、垂れ下がった糸を結んだものをマクラメ（Macramé）という。
中国をはじめ多くの国々では刺繡の形や色は階級や地位を表すものだった。

### 中世
一方で13世紀初頭にはかなり精巧な透孔状の編物や刺繡が製作されるようになり、15世紀末には土台布を用いないニードルポイントレースが考え出された。
11世紀から13世紀にかけてイギリス刺繡が盛んになり、オプス・アングリカヌム（イギリスの手芸の意）として広くヨーロッパで祭衣や祭壇に用いられた
その後、ゴシック様式の流行とともに写実的な刺繡が流行した。14世紀になるとイギリス刺繡はいったん衰えた。
中世ドイツでは宝石や真珠に代わってビーズ、絹糸や金糸に代わって麻布と糸という素朴な素材を使った刺繡が盛んになった。

### 近現代
19世紀になりミシンが発明され、ミシン刺繡の図案と雑誌、ミシン刺繡用の布が普及したことで手刺しは急速に衰退した。しかし、20世紀になっても伝統的な刺繡は引き継がれた。ヨーロッパの精緻な刺繡は姿を消していったが、例外的にフランスのオートクチュールなどに取り入れられ、伝統が受け継がれている。

## 種類

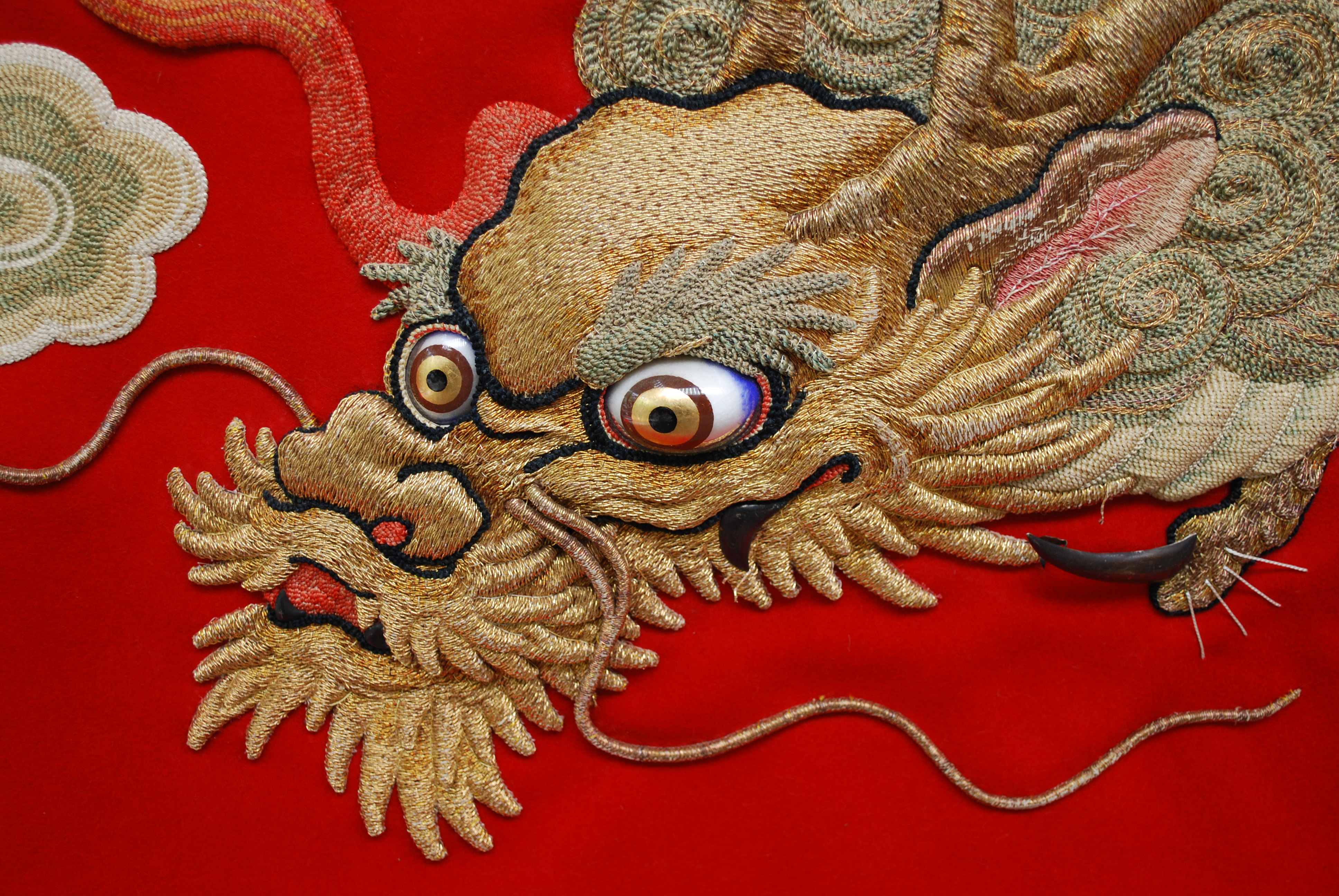
祭礼の山車の幕に施された刺繡

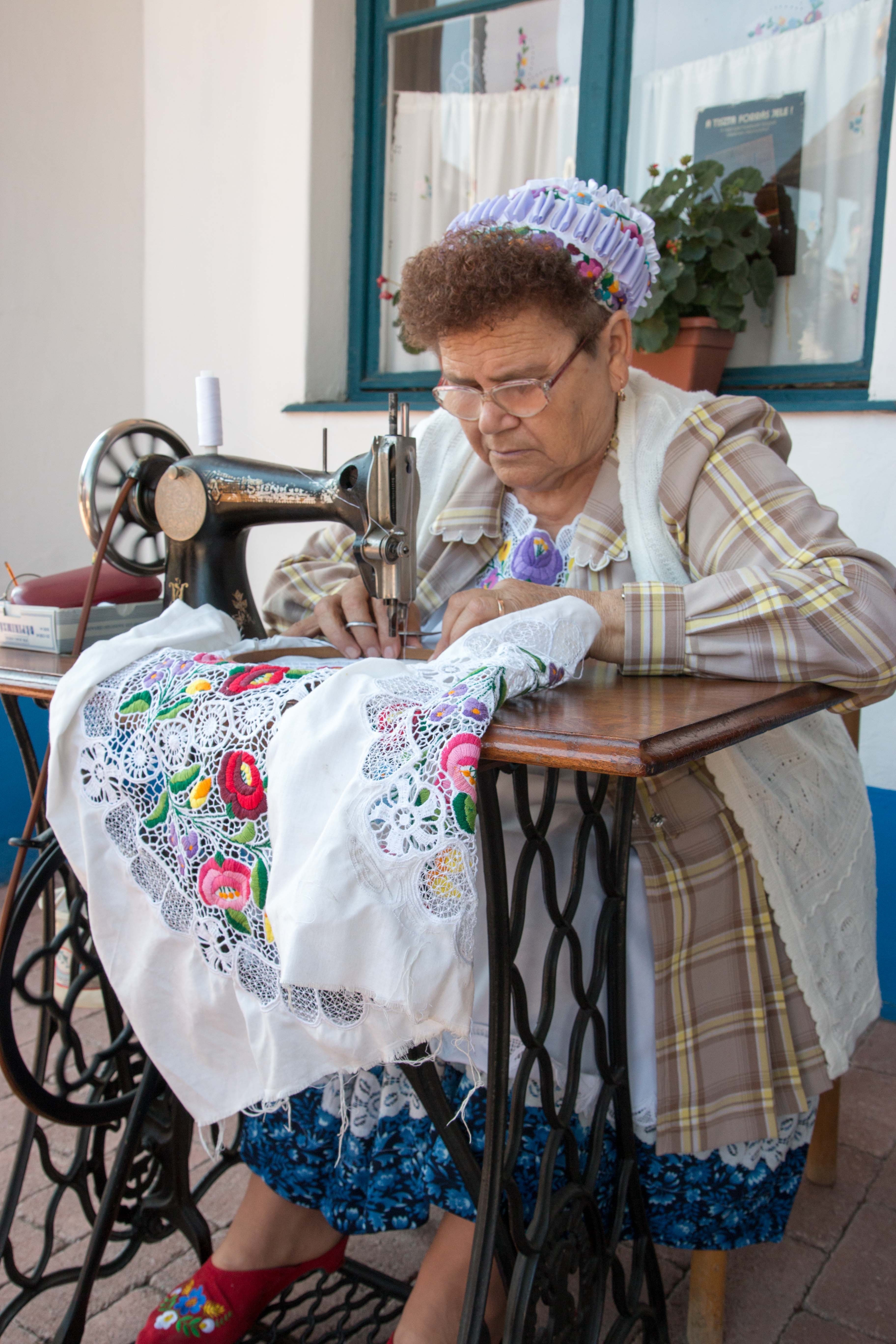
ハンガリーのカロチャでカロチャ刺繡を行う女性

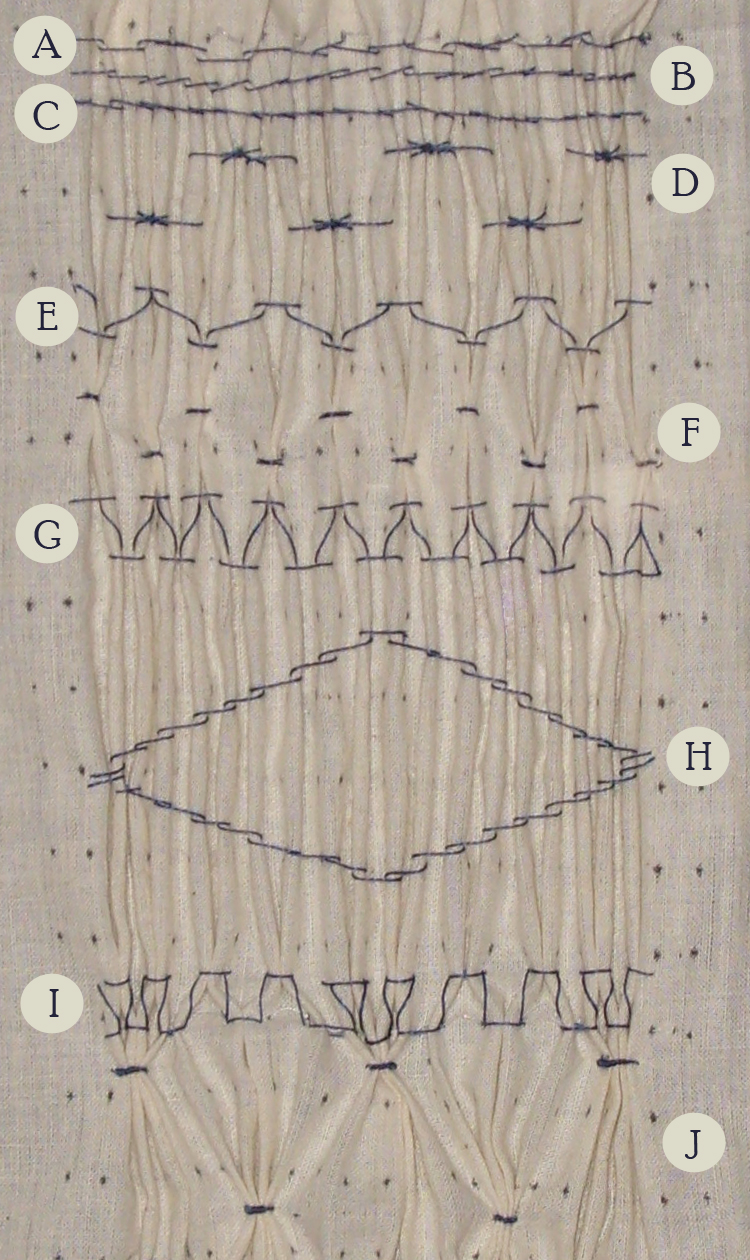
ひだ山を刺繡糸でかがるスモッキング刺繡

刺繡は手刺繡と機械（ミシン）を使用する機械刺繡（ミシン刺繡）に大別される。また、地域の様式ごとに日本刺繡や西洋刺繡のように分けられることもある。

### ヨーロッパ
- フランス刺繡 - 特に17世紀から18世紀にかけて発展した[6]。フランス刺繡独特の技巧をこらしたステッチが多種ある。
- 北欧刺繍 - スウェーデンやフィンランドなどにみられる[6]。
- イギリス刺繡 - 特に18世紀から19世紀にかけて発展した[6]。
- ハンガリー刺繡 - ハンガリーは伝統的に刺繡が盛んであり、カロチャ刺繡やマチョー刺繡（ハンガリー語版）をはじめとして、全土に地域ごとの特徴を有した刺繡が分布している[7]。

### 中国
中国には、少数民族のものと漢族のものがある。漢族の四大刺繡と呼ばれるものに江蘇省蘇州の蘇繡（そしゅう）、湖南省の湘繡（しょうしゅう）、四川省の蜀繡（しょくしゅう）、広東省の粤繡（えつしゅう）がある。この他、河南省開封の汴繡（べんしゅう）、北京の京繡（きょうしゅう）、江蘇省南通の沈繡（しんしゅう）、上海の顧繡（こしゅう）、浙江省温州の甌繡（おうしゅう）などが有名である。各地で糸の種類や技法などに特徴があるが、蘇州のシルクを用いた両面刺繡が特に名高い。少数民族では、ミャオ族の苗繡（びょうしゅう）が最も有名であるが、ヤオ族、チワン族、リー族、ペー族、ウイグル族など、各民族が独特の図案や風合いの刺繡を行っている。

### 日本
- 日本刺繡 - 京都で作られる日本刺繡を京繡、江戸（東京）で作られる日本刺繡を江戸刺繡、金沢で作られる日本刺繡を加賀刺繡と言い、その中で京繡は日本伝統工芸として認定されている。
- 現在の北海道などに住むアイヌにも、「ルウンペ」「チヂリ」といった刺繡衣装がある。

### 中央アジア
- スーザニ刺繡 - ウズベキスタンを中心にタジキスタン、カザフスタンなど中央アジア諸国で制作されている。

## 刺繍の技術と道具

### 基本技法
基本技法に糸刺繡のほか、ビーズ刺繡、スパンコール刺繡、リボン刺繍、ゴールド刺繍などがある。
- 糸刺繡
- ビーズ刺繡
- スパンコール刺繡
- リボン刺繡 - リボン状のヤーン（糸）を刺す。刺繡糸よりも立体感をだす事ができる。
- ゴールド刺繡

## 備考
- 「刺繡糸」は「ししゅういと」と読む[9]。「ししゅうし」と読むのは誤りである。
- 2000年代、日本では各地の自治体で暴走族を締め出すための「暴走行為の防止に関する条例」が制定された。この条例の中には、特攻服などの衣服に暴走行為を行う集団の名称などを刺繡してはならないという規制を盛り込んだものもあった（例：熊本県）[10]。